# أحمد عبد الوهاب العوضي
أحمد عبد الوهاب أحمد محمد العوضي، (1969-)، وزير الصحة الكويتي منذ (5 أكتوبر 2022)، حين شكلت حكومة أحمد النواف الثانية.

## حياته العملية
بدأ حياته العملية في وزارة الصحة الكويتية كطبيب مساعد مسجل ، وتدرج حتي حصل على درجة الدكتوراه في تخصص الزمالة في طب الاطفال (البورد الكويتي) من معهد الكويت للاختصاصات الطبية ، ودرجة الدكتوراة في الطب (MD) من جامعة الخليج العربي بمملكة البحرين ودرجة البكالوريوس في العلوم الاساسية من الجامعة نفسها ، كما عمل استشاري أطفال ومدير مستشفى وارة في القطاع الاهلي ومدير مركز الكويت لمكافحة السرطان بمنطقة الصباح الطبية التخصصية ومدير مركز الرعاية التلطيفية بالمنطقة نفسها ومدير مستشفى مبارك الكبير ، ومدير مستشفى الجهراء ، ومدير منطقة الجهراء الصحية بالانابة.